# Miroslav Servít
Miroslav Servít, född 17 december 1886 i Kukleny nära Hradec Králové, död 6 april 1959 i Libonice nära Hořice, var en tjeckisk lichenolog. 
Hans samling av cirka 36 000 lavar finns bevarad i Tjeckiska Republikens Museum.

## Publikationer
- První příspěvek ku lichenologii Moravy 83 sidor (1919)
- Lichenes Familiae Verrucariacearum 250 sidor (1954)

## Auktorsnamn
Auktorsnamnet Servit kan användas för Miroslav Servít i samband med ett vetenskapligt namn inom botaniken; se Wikipediaartiklar som länkar till auktorsnamnet.